# Les Woody
Les Woody (« les garçons » en Bété) est un groupe d’afro-pop ivoirien   créé au début des années 1990  et composé de Jack Dely, Obo Snack, Chris De Bagnon, Phil Azoumé, tous instrumentistes.
Ayant réussi une synthèse harmonieuse entre les sonorités du terroir bété et le patrimoine musical Pop, ils ont révolutionné le rapport des mélomanes ivoiriens à la musique Rock et ses variantes.
Douci (1990) et Atétou(2005), sont deux œuvres à succès du groupe.